# Манор, Амос
Амос Манор (ивр. עמוס מנור‎, имя при рождении Артур Менделовиц, 8 октября 1918, Сигету-Мармацией, Трансильвания — 5 августа 2007, Израиль) — руководитель Общей службы безопасности Израиля с 1953 по 1963 годы.

## Биография
Родился Артур Менделовиц в городе Сигету-Мармацией, в Трансильвании в октябре 1918 года. В 16 лет он стал одним из основателей сионистской организации в Трансильвании. Затем уехал во Францию поступать в университет на инженерную специальность.
В 1940 году Северная Трансильвания, ранее входившая в состав Румынии, стала частью Венгрии и Артура призвали в венгерскую армию.
В мае 1944 года Артур, его родители, два брата и сестра попали в лагерь уничтожения Освенцим. Вся семья погибла, а его перевели в лагерь Маутхаузен в Австрии.
После освобождения из лагеря он начал работать в румынском отделении организации по нелегальной иммиграции евреев в Палестину «Моссад ле Алия Бет». Имя Амос Манор было его подпольным псевдонимом. Он свободно владел ивритом, английским, французским, венгерским и румынским, идиш и немецким языками.
В 1949 году Амос Манор прибыл в Израиль, где поступил на работу в службу безопасности и возглавил восточноевропейский отдел Департамента по неарабским делам. В 1950 году он возглавил весь Департамент по неарабским делам.
В 1952 году Манор стал заместителем руководителя Шабак, а в 1953 в связи с уходом Изи Дорота в Моссад стал руководителем службы.
Амос Манор руководил Шабак 10 лет и вышел в отставку в 1963 году.
После этого он работал в советах директоров ряда компаний и банков, а также консультантом.
У Манора остались жена и сын.